# Cordylomera ruficornis
Cordylomera ruficornis är en skalbaggsart som beskrevs av Louis Alexandre Auguste Chevrolat 1855. Cordylomera ruficornis ingår i släktet Cordylomera och familjen långhorningar.
Artens utbredningsområde är Nigeria. Inga underarter finns listade i Catalogue of Life.